# (32188) 2000 NR25
2000 NR25 (asteroide 32188) é um asteroide da cintura principal. Possui uma excentricidade de 0.10312250 e uma inclinação de 23.06367º.
Este asteroide foi descoberto no dia 4 de julho de 2000 por LONEOS em Anderson Mesa.